# (18550) Maoyisheng
(18550) Maoyisheng (1997 AN14) – planetoida z pasa głównego asteroid okrążająca Słońce w ciągu 5,2 lat w średniej odległości 3 j.a. Odkryta 9 stycznia 1997 roku.